# Volt egyszer egy Amerika
A Volt egyszer egy Amerika (C'era una volta in America / Once upon a time in America) egy 1984-ben bemutatott olasz–amerikai bűnügyi dráma, a rendező Sergio Leone „Amerika-trilógiá”-jának (Volt egyszer egy Vadnyugat, Egy marék dinamit, Volt egyszer egy Amerika) záródarabja. Főszereplője Robert De Niro és James Woods, valamint számos már híres, vagy később nagy hírnevet szerző amerikai színész. Sergio Leone ugyanakkor meghívott olyan olasz és spanyol színészeket is filmjébe, akik annak idején spagettiwesternjei szereplői voltak, így a Dollár-trilógiák testes gazembereit alakító Mario Brega is feltűnt az egyik gengszter szerepében.
A történet egy New York-i zsidó gettóban játszódik, annak életét mutatja be öt fiatal utcagyerek élettörténetén keresztül. A film 3 óra 49 perc hosszú, ám az Egyesült Államokban ennek csaknem 90 perccel megrövidített változatát mutatták be, a rendező ellenvetései ellenére.
2012. augusztus 3-án a Cannes-i Filmfesztiválon felújított változatát mutatták be a filmnek, ez 252 perces volt. Ez még mindig hiányosnak tekinthető, ugyanis az eredeti nyomat 269 percet tesz ki.

## Történet
A főszereplő az öt utcagyerek közül Nudli (Noodles). Végigkövethetjük életét tizenéves korától kezdve. Börtönbe kerül, majd onnan kijutva visszatér a régi barátokhoz, barátnőkhöz – a felnőtt világba, ahol barátai már nemcsak piti tolvajok, hanem a jehudi maffia tagjai, és alappillérjei.
A történet kivételesen hosszú, a nem kronologikus jelenetvezetés miatt nehezen követhető, nagy figyelmet igényel, ám hangulata rendkívül megragadó.

## Fogadtatás
1984-ben az USA-ban jellemző módon egy brutális kibelezett változatot mutattak be, amely nem okozott nagy sikert, Európában már egy majd 4 órás, közel teljes változatot mutatta be, és ettől a film elismertsége jelentősen megnőtt, egyértelműen bekerült a műfaj történetének legfontosabb filmjei közé.
Az alkotók közül kiemelkedik Tonino Delli Colli operatőr, és Ennio Morricone nagy sikert aratott, örökbecsű filmzenéje.

## Szereposztás
| Szerep             | Színész            | Magyar hangja (1. szinkron) | Magyar hangja (2. szinkron) |
| ------------------ | ------------------ | --------------------------- | --------------------------- |
| Noodles            | Robert De Niro     | Végvári Tamás               | Reviczky Gábor              |
| Max                | James Woods        | Szakácsi Sándor             | Szakácsi Sándor             |
| Deborah            | Elizabeth McGovern | Básti Juli                  | Básti Juli                  |
| Jimmy O’Donnell    | Treat Williams     | Csankó Zoltán               | Csankó Zoltán               |
| Carol              | Tuesday Weld       | Tóth Enikő                  | Tóth Enikő                  |
| Joe                | Burt Young         | Láng József                 | Láng József                 |
| Frankie            | Joe Pesci          | Harsányi Gábor              | Harsányi Gábor              |
| Aiello rendőrfőnök | Danny Aiello       | Koroknay Géza               | Koroknay Géza               |
| Kancsal            | William Forsythe   | Barbinek Péter              | Sörös Sándor                |
| Patsy              | James Hayden       | Haás Vander Péter           | Holl Nándor                 |
| Eve                | Darlanne Fluegel   | Vándor Éva                  | Solecki Janka               |
| Dagi Moe           | Larry Rapp         | Maros Gábor                 | Hollósi Frigyes             |
| Sharkey            | Robert Harper      | Incze József                | Breyer Zoltán               |
| Csirke Joe         | Richard Bright     | Csíkos Gábor                | Salinger Gábor              |
| Crowning           | Gerard Murphy      | Horányi László              | Szokolay Ottó               |
| Peggy              | Amy Ryder          | Prókai Annamária            | Braun Rita                  |
| Mandy              | Mario Brega        | Konrád Antal                | Izsóf Vilmos                |
| Monkey             | Paul Herman        | Orosz István                | Kapácsy Miklós              |